# Trésor Mputu
Trésor Mputu Mabi, surnommé « Diable » ou « Touré », né le 10 décembre 1985 à Kinshasa (Zaïre), est un ancien footballeur international congolais qui évoluait dans un rôle de meneur de jeu. Il est considéré comme l’un des meilleurs joueurs congolais de tous les temps voire le meilleur ainsi que l’un des meilleurs joueurs ayant évolué sur le continent africain toutes générations confondues.

## Jeunesse
Trésor Mputu est né et a grandi dans la commune de Ndjili à Kinshasa. Il a une vingtaine de frères et sœurs du côté de son père ainsi que 5 frères et sœurs du côté de sa mère dont 1 sœur engendrée par ses deux parents. Ses parents se séparent lorsqu'il est enfant et Trésor est par la suite élevé par sa mère. Sa mère travaillait comme vendeuse de feuilles de manioc et n’avait pas les moyens suffisants pour subvenir à tous les besoins de la famille. Les frais scolaires étaient donc assumés par son oncle jusqu’en 2e humanité (3e secondaire) où Trésor arrête l'école à la suite du décès de celui-ci n’ayant donc plus aucune source de revenu.
Étant jeune, il pratiquait le football dans la rue ainsi qu'au niveau scolaire, mais à la suite de l’abandon de ses études, son ami, évoluant déjà dans ce club, lui propose d’aller passer un essai à Jac Trésor FC. Il est très rapidement détecté par le président de l’époque Anaclet Tshiamala Mukendi. Il évoluera deux ans dans ce club chez les jeunes.

## Carrière en club

### Débuts professionnels
En 2000, Mputu est recruté par Kinshasa City FC où il ne disputera qu’une seule saison. En 2003, l’entraîneur du TP Mazembe, Mukeba, désire acquérir le jeune joueur. Sa mère refuse de le voir partir seul dans une région lointaine dont il ne connaît pas l’environnement, mais sa soeur lui fait comprendre que c’est une occasion en or qui ne se représentera peut-être jamais. Choisissant d’ignorer l'avis de sa mère, il signe finalement au club lushois la même année.

### Premier passage au TP Mazembe
En 2003, Mputu fait ses débuts lors d’un derby dans une compétition régionale face au FC Lubumbashi Sport. En 2007, il découvre la coupe de la CAF et la ligue des Champions de la CAF, où il est sacré meilleur buteur de cette compétition avec 9 réalisations, et il est plébiscité meilleur buteur mondial de l'année par l'IFFHS (International Federation of Football History & Statistics) pour avoir inscrit 20 buts internationaux durant l'année 2007. En 2009, il remporte la ligue des Champions de la CAF avec le TP Mazembe et participe à la Coupe du monde des clubs 2009 où son club terminera la compétition à la 6e place avec 2 matchs et 2 défaites. En mars 2010, Mputu est élu meilleur joueur africain de l'année 2009, évoluant sur le continent.

### Suspension
À la suite d'un acte violent, Mputu est suspendu 12 mois par la FIFA en août 2010. Lors d'un tournoi amical disputé au Rwanda en mai 2010, Mputu et son coéquipier Guy Lusadisu agressent l'arbitre de la rencontre qui leur avait refusé un but. Ce match opposait leur équipe du TP Mazembe à l'APR FC. C'est un coup dur pour son club qui se retrouve en pleine ligue des champions africaine sans son capitaine et meilleur joueur, ainsi que pour l'équipe nationale qui commence juste sa campagne de matchs éliminatoires pour la CAN 2012. Il revient dans le monde footballistique le 11 août 2011.
Lors de son retour de suspension, Trésor Mputu dispute son premier match contre le TS Malekesa. Durant ce match, il inscrira un but dès la 46e seconde de jeu.

### Kabuscorp SC
En janvier 2014, il rejoint Kabuscorp en provenance du TP Mazembe pour un transfert record de 1 500 000$ USD et une prime à la signature du même montant faisant de lui le transfert le plus chers du club angolais ainsi que la vente le plus chers du TP Mazembe. Le 4 février 2014, il remporte la Supercoupe d'Angola dans un match où Kabuscorp affronte le Pétro Atlético. La rencontre se termine sur le score de 3-1 et Mputu marque le 3e but de son équipe en sortie de banc.

### Retour au TP Mazembe
En janvier 2017, Mputu revient au TP Mazembe. Il marque son premier but lors du derby lushois qui opposait le TP Mazembe au FC Saint Éloi Lupopo. Lors des play-offs de la Linafoot, opposant le TP Mazembe face au FC Renaissance du Congo, Mputu marque un but sur une passe de Rainford Kalaba (1-1).

### Retraite
Le 9 février 2023, l’international congolais annonce mettre un terme à sa carrière dans une interview accordée à Nyota RTV. Il est alors âgé de 37 ans.

### L‘intérêt de cadors et d’autres clubs européens
En novembre 2007, l'équipe anglaise d'Arsenal, montre un certain intérêt pour Mputu. Intérêt confirmé par le président du club du TP Mazembe, Moïse Katumbi Chapwe, et la fédération congolaise de football, qui annoncent que le transfert est imminent. Le joueur s'est en effet rendu à Londres pour un essai de dix jours, le manager des Gunners, Arsène Wenger, déclare qu’il est un joueur créatif et qu'il l'a impressionné jusqu'ici, mais aucune suite n'a semble-t-il été donnée. En 2009, le Standard de Liège décide de le transférer, il trouvera un accord avec ce grand club belge. Hélas, le président du TP Mazembe empêcha son transfert, et lui ordonna de ne pas partir.
D'autres équipes se sont intéressées du joueur, des équipes anglaises (Blackburn, Hull City, Tottenham), française (Nantes, Marseille), grecque (Olympiakos) et le club turc de Galatasaray.

## Sélection nationale

### Début en sélection (CAN 2006)
Sélectionné par l'entraîneur Claude Le Roy, il a fait partie de l'équipe nationale de la république démocratique du Congo à la CAN 2006. Il a été l'auteur du premier but de son équipe dans la compétition contre le Togo mais a reçu un carton rouge lors du match suivant contre l'Angola pour avoir donné un coup de pied à Kali. Son pays finira deuxième de son groupe après le Cameroun, se qualifiant automatiquement pour les quarts de finale où il sera éliminé par l'Égypte, le vainqueur de la compétition. Au total, Mputu n'a joué que deux matchs.
Claude Le Roy décrit Mputu comme étant meilleur que l'attaquant camerounais Samuel Eto'o qu'il avait lui-même entraîné pour la Coupe du monde de football de 1998 alors qu'il était sélectionneur du Cameroun.

### CHAN 2009
En 2009, il remporte la première édition du Championnat d'Afrique des nations avec l'équipe nationale locale de la république démocratique du Congo dirigé par Santos Muntubile et est élu meilleur joueur de cette compétition.

### CAN 2013
En décembre 2013, Mputu est nommé capitaine parmi les 23 joueurs sélectionnés par Claude Le Roy pour disputer la CAN 2013. Lors du premier match du groupe B qui opposait la RD Congo face au Ghana, la RD Congo était menée deux buts à zéro. À la 53e minute, Mputu marque l'un des premiers buts congolais sur une feinte et passe de Cédric Makiadi. Tout comme à la CAN 2006 il termine la compétition avec 1 but.

### Retraite international et retour
En 2015, il décide de mettre un terme à sa carrière internationale, avant d'effectuer son retour en sélection en novembre 2018 où il disputera les Qualifications pour la Coupe d'Afrique des nations de football 2019.

### CAN 2019
Il est retenu par le sélectionneur national Jean Florent Ibenge pour disputer la Coupe d'Afrique des nations de football 2019, mais les Léopards sont éliminés en huitièmes de finale. Il ne dispute qu'un seul match lors de cette compétition contre l’Égypte et est remplacé à la mi-temps.

### Dernier match
Le 7 Janvier 2022, la sélection A s’impose 2-0 en amical face au club égyptien Misr El Maqasa. Ce fût le dernier match de Mputu en équipe nationale. Il n’officiera toutefois pas sa retraite de l’équipe nationale par la suite. Mais le sélectionneur Héctor Cúper ainsi que Sébastien Desabre plus tard ne l’appelleront plus en sélection.

## Palmarès

### En club
- TP Mazembe
  - Ligue des champions de la CAF
    - Vainqueur (2) : 2009, 2010.

  - Supercoupe de la CAF
    - Vainqueur (1) : 2010.

  - Championnat de la RD Congo
    - Vainqueur (7) : 2006, 2007, 2009, 2011, 2012, 2019 et 2020
    - Finaliste (3) : 2004, 2008 et 2010.

  - Coupe de la confédération
    - Vainqueur (1) : 2017
- Kabuscorp SC
  - Supercoupe d'Angola
    - Vainqueur (1) : 2014[12]

### En sélection
- RD Congo 
  - Championnat d'Afrique des nations
    - Vainqueur (1) : 2009.

## Distinctions personnelles

### Prix et récompenses
- Meilleur buteur de Linafoot en 2006 (15 buts).
- Meilleur buteur de la Ligue des champions de la CAF en 2007 (9 buts).
- Meilleur buteur de Linafoot en 2007 (15 buts).
- Meilleur joueur du Championnat d'Afrique des nations en 2009.
- Meilleur joueur CAF évoluant sur le continent africain en 2009.

### Records
- Meilleur buteur de l’histoire de la Ligue des champions de la CAF avec 39 buts.

- Meilleur buteur de l'histoire du TP Mazembe avec 200 buts.

- Meilleur buteur de l’histoire du Linafoot avec 165 buts.

- Meilleur buteur de l’histoire des compétitions interclubs de la CAF avec 41 buts.

## Statistiques
| Saison                | Club                  | Championnat           | Championnat | Championnat | Coupe(s) nationale(s) | Coupe(s) nationale(s) | Compétition(s) continentale(s) | Compétition(s) continentale(s) | Compétition(s) continentale(s) | Coupe du monde des clubs de la FIFA | Coupe du monde des clubs de la FIFA | Supercoupe de la CAF | Supercoupe de la CAF | RD Congo | RD Congo | Total | Total |
| Saison                | Club                  | Division              | M.          | B.          | M.                    | B.                    | Comp.                          | M.                             | B.                             | M.                                  | B.                                  | M.                   | B.                   | M.       | B.       | M.    | B.    |
| 2003                  | TP Mazembe            | 2                     | 20          | 11          | -                     | -                     | -                              | -                              | -                              | -                                   | -                                   | -                    | -                    | -        | -        | 20    | 11    |
| 2004                  | TP Mazembe            | 1                     | 30          | 34          | -                     | -                     | -                              | -                              | -                              | -                                   | -                                   | -                    | -                    | 1        | 0        | 31    | 34    |
| 2005                  | TP Mazembe            | 1                     | 29          | 22          | -                     | -                     | -                              | -                              | -                              | -                                   | -                                   | -                    | -                    | 5        | 4        | 34    | 26    |
| 2006                  | TP Mazembe            | 1                     | 25          | 15          | -                     | -                     | -                              | -                              | -                              | -                                   | -                                   | -                    | -                    | 5        | 1        | 30    | 16    |
| 2007                  | TP Mazembe            | 1                     | 27          | 15          | -                     | -                     | C1+C3                          | 4+3                            | 4+5                            | -                                   | -                                   | -                    | -                    | 5        | 1        | 39    | 25    |
| 2008                  | TP Mazembe            | 1                     | 23          | 11          | -                     | -                     | C1                             | 5                              | 3                              | -                                   | -                                   | -                    | -                    | 5        | 1        | 33    | 15    |
| 2009                  | TP Mazembe            | 1                     | 28          | 18          | -                     | -                     | C1                             | 7                              | 6                              | 2                                   | 0                                   | -                    | -                    | -        | -        | 37    | 24    |
| 2010                  | TP Mazembe            | 1                     | 24          | 4           | -                     | -                     | C1                             | 6                              | 4                              | -                                   | -                                   | 1                    | 0                    | 1        | 0        | 32    | 8     |
| 2011                  | TP Mazembe            | 1                     | -           | -           | -                     | -                     | -                              | -                              | -                              | -                                   | -                                   | -                    | -                    | 6        | 4        | 6     | 4     |
| 2012                  | TP Mazembe            | 1                     | -           | -           | -                     | -                     | C1                             | 12                             | 6                              | -                                   | -                                   | -                    | -                    | 7        | 2        | 19    | 8     |
| 2013                  | TP Mazembe            | 1                     | -           | -           | -                     | -                     | -                              | -                              | -                              | -                                   | -                                   | -                    | -                    | 3        | 1        | 3     | 1     |
| 2014                  | Kabuscorp             | 1                     | 2           | 1           | -                     | -                     | -                              | -                              | -                              | -                                   | -                                   | -                    | -                    | -        | -        | 2     | 1     |
| Total sur la carrière | Total sur la carrière | Total sur la carrière | 182         | 126         | -                     | -                     | -                              | 79                             | 41                             | 2                                   | 0                                   | 1                    | 0                    | 38       | 14       | 302   | 181   |

### Buts internationaux
| Buts internationaux de Trésor Mputu (14) | Buts internationaux de Trésor Mputu (14) | Buts internationaux de Trésor Mputu (14)                         | Buts internationaux de Trésor Mputu (14) | Buts internationaux de Trésor Mputu (14) | Buts internationaux de Trésor Mputu (14) | Buts internationaux de Trésor Mputu (14) | Buts internationaux de Trésor Mputu (14) |
|                                          | Date                                     | Lieu                                                             | Adversaire                               | Score                                    | Résultat                                 | Compétition                              |                                          |
| ---------------------------------------- | ---------------------------------------- | ---------------------------------------------------------------- | ---------------------------------------- | ---------------------------------------- | ---------------------------------------- | ---------------------------------------- | ---------------------------------------- |
| 1.                                       | 16 août 2005                             | Stade olympique Yves-du-Manoir, Colombes, France                 | Guinée                                   | 3-1                                      | 3-1                                      | Match amical                             |                                          |
| 2.                                       | 4 septembre 2005                         | Stade des Martyrs, Kinshasa, RD Congo                            | Cap-Vert                                 | 2-1                                      | 2-1                                      | Qualifications Coupe du monde 2006       |                                          |
| 3.                                       | 8 octobre 2005                           | ABSA Stadium, Durban, Afrique du Sud                             | Afrique du Sud                           | 1-1                                      | 1-1                                      | Qualifications Coupe du monde 2006       |                                          |
| 4.                                       | 11 novembre 2005                         | Stade Charléty, Paris, France                                    | Tunisie                                  | ?                                        | 2-2                                      | Match amical                             |                                          |
| 5.                                       | 21 janvier 2006                          | Stade Al Salam, Le Caire, Égypte                                 | Togo                                     | 0-1                                      | 0-2                                      | CAN 2006                                 |                                          |
| 6.                                       | 22 août 2007                             | Stade des Martyrs, Kinshasa, RD Congo                            | Angola                                   | 2-1                                      | 3-1                                      | Match amical                             |                                          |
| 7.                                       | 13 juin 2008                             | Stade national El Hadj Hassan Gouled Aptidon, Djibouti, Djibouti | Djibouti                                 | 0-6                                      | 0-6                                      | Qualifications Coupe du monde 2010       |                                          |
| 8.                                       | 13 juin 2008                             | First National Bank Stadium, Pretoria, Afrique du Sud            | Lesotho                                  | 0-1                                      | 0-3                                      | Match amical                             |                                          |
| 9.                                       | 11 novembre 2011                         | Somhlolo National Stadium, Lobamba, Swaziland                    | Eswatini                                 | 0-2                                      | 1-3                                      | Qualifications Coupe du monde 2014       |                                          |
| 10.                                      | 15 novembre 2011                         | Stade des Martyrs, Kinshasa, RD Congo                            | Eswatini                                 | 1-0                                      | 5-1                                      | Qualifications Coupe du monde 2014       |                                          |
| 11.                                      | 15 novembre 2011                         | Stade des Martyrs, Kinshasa, RD Congo                            | Eswatini                                 | 3-0                                      | 5-1                                      | Qualifications Coupe du monde 2014       |                                          |
| 12.                                      | 29 février 2012                          | Stade Linité, Victoria, Seychelles                               | Seychelles                               | 0-2                                      | 0-4                                      | Qualifications CAN 2013                  |                                          |
| 13.                                      | 10 juin 2012                             | Stade des Martyrs, Kinshasa, RD Congo                            | Togo                                     | 1-0                                      | 2-0                                      | Qualifications Coupe du monde 2014       |                                          |
| 14.                                      | 20 janvier 2013                          | Nelson Mandela Bay Stadium, Port Elizabeth, Afrique du Sud       | Ghana                                    | 1-1                                      | 2-2                                      | CAN 2013                                 |                                          |